# Cal Vermell (Saus, Camallera i Llampaies)
Cal Vermell és una masia situada al municipi de Saus, Camallera i Llampaies, a la comarca catalana de l'Alt Empordà. Es troba al costat del poble de Llampaies.